# سهیل حق‌شناس
سهیل حق‌شناس (زاده ۵ تیر ۱۳۶۱ - رشت) بازیکن سابق و مربی فوتبال اهل ایران است. او سال‌ها فوروارد و کاپیتان سپیدرود رشت بود. او در سال ۱۳۹۶ در بازی با پیکان از فوتبال خداحافظی کرد.